# Station Surahammar
Station Surahammar is een spoorwegstation in de Zweedse plaats Surahammar. Het station ligt aan de Bergslagspendeln en heeft een eilandperron. Het station is gelegen in het centrum van de plaats.

## Verbindingen
| Serie | Treinsoort       | Route | Bijzonderheden                                                       |
| ----- | ---------------- | --- | -------------------------------------------------------------------- |
| 55    | Stoptrein (TÅGK) | (Borlänge – ) Ludvika – Smedjebacken – Söderbärke – Vad – Fagersta Norra – Fagersta – Ängelsberg – Virsbo – Ramnäs – Surahammar – Hallstahammar – Dingtuna – Västerås ( – Enköping – Barkarby – Sundbyberg – Stockholm) | Alleen buiten werkdagen vanuit Borlänge door tot Stockholm Centraal. |